# Charkhari (Staat)

Charkhari-Briefmarke von 1897

Charkhari war ein Fürstenstaat in der Region Bundelkhand von Britisch-Indien.
Er entstand 1765 aus einer Erbteilung des Fürstenstaats Panna der Bundela-Dynastie. Raja Bikramajit Singh (1782–1829) stellte sich 1804 unter britischen Schutz. Ratan Singh (1829–1860) unterstützte die Briten im großen indischen Aufstand von 1857, was ihm zusätzliches Land einbrachte. Charkhari umfasste nun die gleichnamige Stadt und 504 Dörfer auf 2279 km² und hatte etwa 123.000 Einwohner. Seit Malkhan Singh Ju Deo Bahadur (1880–1908) trugen die Herrscher den Titel Maharajadhiraj.
Am 4. April 1948 schloss sich Charkhari der Fürstenunion Vindhya Pradesh an und vollzog am 1. Januar 1950 den Anschluss an Indien. Gleichzeitig musste es die nördlichen Exklaven einschließlich der Stadt Charkhari an den Bundesstaat Uttar Pradesh abtreten. Am 1. November 1956 wurden alle Fürstenstaaten aufgelöst und Vindhya Pradesh dem Bundesstaat Madhya Pradesh einverleibt.
Charkhari hatte 1894–1949 eine Staatspost mit eigenen Briefmarken.